# Самаркандык
Самаркандек (Самаркандек, тадж. Самарқандак) — село в Кыргызстане, в Баткенском районе Баткенской области. Административный центр айылного аймака Самаркандек.
Расположено у северных отрогов Туркестанского хребта, на границе с Таджикистаном, на левом берегу реки Исфара, напротив таджикских сел Сурх и Чорку, к югу от таджикского города Шураб, в 18 км к югу от города Исфары.
У Самаркандека широко распространена бирюза. Некоторые авторы совершенно определенно упоминают добычу бирюзы, месторождение которой идентифицировано с известными исфаринскими древними разработками Самаркандека. Мухаммад ибн Наджиб Бекран (араб. محمد بن نجيب بكران‎) писал, что бирюзу вывозили в Хорасан. На площади месторождения зарегистрировано более 30 древних выработок.
В период массовой коллективизации, в Баткенском районе Ошской области Киргизской ССР, на местах традиционных зимовок (кыштоо) вдоль реки Исфара были образованы населенные пункты Капчыгай[ky], Ак-Сай, Достук, Октябрь, Кёк-Таш и Ак-Татыр.
По выходным дням на приграничном базаре в Самаркандеке идёт международная торговля. Услугами приграничного рынка в Самаркандеке пользуются жители шести населенных пунктов из соседнего Исфаринского района Таджикистана и баткенских сёл Ак-Сай, Ак-Татыр, Кёк-Таш и Рават.